# Perfect Blue
Perfect Blue (パーフェクトブル?) és una pel·lícula del gènere cinematogràfic thriller psicològic dirigida per Satoshi Kon, essent aquesta la seva òpera prima. La pel·lícula es basa en la novel·la Perfect Blue: Complete Metamorphosis (パ ー フ ェ ク ト ・ ブ ル ー 完全 変 態 Perfect Blue: Kanzen Hentai?) de Yoshikazu Takeuchi. Perfect Blue ha rebut grans elogis per part de la crítica i és considerada actualment una obra mestre de l'animació, sent escollida com una de les millors pel·lícules d'anime.
A Espanya la pel·lícula va ser estrenada en tots els cinemes el 30 d'octubre de 1998 i Manga Films la va començar a distribuir en DVD el 25 de novembre del 2000. El llargmetratge no s'ha doblat al català.
Diversos mitjans han senyalat erròniament que el director de cinema nord-americà Darren Aronofsky va comprar els drets de Perfect Blue per poder recrear una escena de la pel·lícula a Black Swan (coneguda en català com El cigne negre) film que va obtenir més de 80 premis internacionals. Això ha estat negat repetidament pel propi director, que ha rebutjat qualsevol inspiració tot i les evidents similituds entre les dues pel·lícules, que van desde composicions de plans fins a seqüències completes.

## Argument
Mima Kirigoe és una cantant que pertany al trio de J-Pop "CHAM", que està donant un concert en un event a la ciutat; durant aquest, la Mima anuncia públicament que deixarà de ser cantant per dedicar-se plenament a l'actucació i sol·licita amblement als seus fans el seu recolzament. Alguns dels seus fans es molesten amb el seu canvi de trajectòria, incloent un guarda de seguretat que es sobrenomena Me-Mania a Internet i secretament assatja de manera obsessiva a la Mima. Un cop arriba al seu apartament, la Mima revisa les cartes enviades pels seus fans, entre les que es troba una especial que diu "des d'aquí puc veure l'habitació de la Mima", rebent instants després un fax on l'anomenen "Traidora".
En el moment del seu debut en l'actuació en una sèrie titulada Double Bind, la Mima sent com els seus companys no se la prenen seriosament, burlant-se per la seva imatge angelical. El seu mànager, Tadokoro, i Rumi, l'assistenta personal de la Mima i excantant pop, reben una carta d'un fan dirigida a la Mima que explota quan l'obren, ferint de gravetat a Tadokoro. Quan arriba al seu apartament, la Mima li parla a la Rumi de la carta que va rebre dies enrere, però aquesta li aclara que "L'habitació de Mima" es refereix al nom d'una pàgina web dedicada a ella. Com la Mima no està familiaritzada amb Internet, la Rumi li ensenya a navegar per la xarxa però li adverteix que és innecessari revisar el lloc web esmentat.
Tot i l'advertiment, la Mima visita el lloc web, trobant una sèrie de publicacions fetes en primera persona on es relata la vida quotidiana de la Mima, publica fotografies que semblen fetes al seu apartament i, fins i tot, comenta aspectes de la seva vida que només ella i algú molt proper coneixen, creixent la seva preocupació. Després, la Mima visita les seves antigues companyes, adonant-se que elles, com a duo, han augmentat la seva popularitat fins a convertir-se en la sensació del moment; en canvi ella no ha aconseguit transcendir en el món de l'actuació, creixent amb això un sentiment de frustració i tristesa.
Finalment, a la Mima li atorguen una escena especial a la sèrie que en Tadekoro aprofita per canviar la seva imatge angelical, però aquesta consisteix en una violació i posseeix un alt contingut sexual que podria perjudicar la imatge de la Mima. Tot i els intents de la Rumi de dissuadir-la, la Mima accepta creient que així projectarà una imatge més madura com a actriu. Després de realitzar aquesta escena, el guionista de la sèrie és assassinat a l'ascensor del seu edifici.
A partir d'aquest punt, la pressió que pateix la Mima producte del rebuig dels seus fan, les crítiques al seu canvi de carrera i imatge i sobretot l'èxit de les seves antigues companyes, soscava poc a poc la seva establitat mental; fent-li difícil diferenciar quins fets són reals, quins són al·lucinacions i quines són escenes que roda per la sèrie. La Mima es veu acosada pel seu altre jo, "Mima-Idol", una al·lucinació d'ella mateixa amb l'aparença que posseïa quan encara era membre de CHAM. Mima-Idol es descriu a si mateixa com una exitosa idol, satisfeta amb la seva carrera, qui assegura que, juntament amb les seves antigues companeyes, encara dona concerts al voltant de la ciutat; mentre que l'acusa de ser una impostora que embruta la seva imatge i li recrimina haver deixat el grup per convertir-se en actriu i rebaixar-se gravant escenes obscenes. En paral·lel, es mostra que Me-Mania la vigilia desde lluny i que és visitant freqüent de "L'habitació de la Mima", on d'alguna manera sembla conversar regularment amb la Mima-Idol.
Temps després, el productor de Double Bind és brutalment assassinat, sent els seus ulls arrencats. La Mima veu la noticia i tem que hagi estat obra de la seva altra jo, començant a patir al·lucinacions i llacunes de les que sempre desperta al dia següent a la seva habitació sense comprendre si el que va passar va ser real o no. Posteriorment, un fotògraf que va fer fotografies eròtiques a la Mima és assassinat per un repartidor de pizza que sembla ser en realitat Mima-Idol. Arrel de les notícies dels assassinats del guionista, el productor i el fotògraf, i de la roba de repartidor ensangonada trobada al seu rober, la Mima es convenç cada cop més de que ella és l'autora dels assassinats, considerant la Mima-Idol com part de la seva personalitat.
Al realitzar l'última escena de Double Bind, la Rumi felicita a la Mima per la seva actuació i van a celebrar-ho amb el Tadakoro; però quan està sortint sola de l'estudi, és atacada per Me-Mania que intenta violarla, però es defensa colpejant-lo amb un martell i matant-lo. A la sortida la Rumi, qui l'havia estat buscant durant una bona estona, la troba amb la roba estripada i quasi en shock, comentant-li el succeït; tot i això, la Rumi li mostra que ningú li ha atacat i que tot ha estat part de la seva imaginació.
La Rumi la porta de tornada a la seva habitació, però per alguns detalls erronis la Mima descobreix que en realitat es tracta d'una habitació similar a la seva i decorada de manera idèntica. La Mima truca al seu mànager sense obtenir resposta, observant-se a l'altre costat de la línia que Tadakoro i Me-mania van ser brutalment assassinats. Sorprenentment Mima-Idol entra a l'habitació amb un nou vestit vermell amenaçant la Mima, però quan la mira a través del mirall descobreix que aquesta Mima-Idol és real i es tracta de la Rumi, encara que la semi-delirant Mima no pot evitar veure-la la major part del temps com la personificació de la Mima-Idol.
La Rumi revela ser la creadora de "L'habitació de la Mima", la perpetradora dels assassinats i qui va manipular a Me-Mania per enviar les cartes amenaçadores i assassinar algunes persones; tot això degut a que la seva frustració per veure acabada la seva carrera com a idol va fer que es projectés a si mateixa en la Mima i la seva carrera de cantant, fins al punt de creure que era ella. Aquesta fantasia es va veure trastocada quan la jove va abandonar la música per dedicar-se a l'actuació, el que li demostrava que ella era la vertadera idol i que la Mima era una impostora que tacava la seva imatge.
La Mima aconsegueix fugir ferida de l'edifici evitant que la Rumi l'assassini amb un picagel i comença una carrera per la ciutat fugint de la Rumi, qui la persegueix i ataca fins que aconsegueix ferir-la. La persecució finalitza a la vorera d'un carrer amb la Mima dessagnant-se i una delirant Rumi intentant escanyar-la mentre argumenta que no és possible per ella ser la Mima real perquè no és una idol, al que la jove respon, tant per a la Rumi com per a si mateixa, que sempre serà la real independentment de qualsevol canvi. Durant el forcejament, la Rumi perd la perruca amb la que imita l'aparença de la seva amiga i, intentant recuperar-la, es clava accidentalment al pit trossos d'una vitrina que havia trencat abans; ferida de gravetat es trontolla fins al carrer on s'atura davant d'un camió per saludar, creient que les seves llums són les d'un escenari on l'ovacionen, però és salvada per la Mima.
Temps després la Mima, ja recuperada de les seves ferides, visita un hospital psiquiàtric on la Rumi està interna. La reacció de les infermeres al veure-la insinua que ara és una estrella famosa. La Rumi va sobreviure a les ferides però encara creu ser la Mima-Idol i viu immersa en una fantasia on es veu com una estrella admirada; els doctors li comenten que gairebé mai torna a la seva personalitat de Rumi, al que la Mima respon que ja ha assumit que la seva amiga no existeix, però encara es sent agraïda amb ella per ajudar-la a convertir-se en qui és ara. La pel·lícula finalitza amb la Mima abandonant el recinte i pujant a un vehicle on mira al seu rostre al retrovisor i, mentre somriu, diu: "jo sóc la real".

## Premis i nominacions
| Any  | Premi                            | Categoria                                              | Candidat                                                                  | Resultat  |
| ---- | -------------------------------- | ------------------------------------------------------ | ------------------------------------------------------------------------- | --------- |
| 1997 | Fantasia Film Festival           | Millor llargmetratge animat                            | Satoshi Kon                                                               | Guanyador |
| 1998 | Fantasporto                      | Millor pel·lícula animada                              | Satoshi Kon                                                               | Guanyador |
| 1998 | Fantasporto                      | Millor pel·lícula                                      | Satoshi Kon                                                               | Nominat   |
| 2000 | B-Movie Film Festival            | Millor llargmetratge animat                            | Satoshi Kon                                                               | Guanyador |
| 2000 | Fangoria Chainsaw Awards         | Millor pel·lícula d'estrena limitada o directa a vídeo | Perfect Blue                                                              | Nominat   |
| 2000 | Motion Picture Sound Editors USA | Millor edició de so per pel·lícula animada.            | Masafumi Mima Les Claypool III Shizuo Kurahashi Kevin Seymour Lia Sargent | Nominat   |

## Enllaços relacionats
- Informació del streaming en català a DESDELSOFÀ.CAT
- Anàlisi del film a mindies.es
- Ressenya a Deculture.es Arxivat 2014-10-13 a Wayback Machine.